# Џозеф Коњ
Џозеф Коњ (енгл. Joseph Kony; рођен око 1961) је герилски вођа из Уганде, вођа Божје војске отпора. Иако је у почетку Божја војска отпора уживала снажну подршку јавности, она се брутално окренула против сопствених присталица, наводно да „прочисти“ народ Ачоли и претвори Уганду у теократију засновану на Коњевој сопственој верзији Десет заповести. Божја војска отпора је милитантна група са синкретистичком псеудо-хришћанском екстремном идеологијом, позната по злочинима које је починила над цивилима, укључујући убиства, сакаћења, силовања, а по неким наводима чак и канибализам.
Предвођена Коњем, Божја војска отпора је стекла своју репутацију због својих дела против народа из неколико земаља, укључујући северну Уганду, Демократску Републику Конго, Централноафричку Републику, Јужни Судан и Судан. Она је, према процени, отела и присилила 66.000 деце да се боре за њих, као и да је изазвала расељавање преко 2 милиона људи од почетка њене побуне 1986. Коњ је 2005. оптужен за ратне злочине пред Међународним кривичним судом у Хагу, али до сада је избегавао хапшење.